# Бела врба
Бела врба (Salix alba) је дводомо листопадно дрво из фамилије врба (Salicaceae). 

## Опис
Листопадно дрво, високо до 30 м са широком крошњом. Кора је смеђесива, избраздана. Врхови грана савијени су према доле. Листови су ланцетасти са зашиљеним врхом и уско клинасто сужени у кратку дршку. Лице лиске је тамнозелено и глатко, наличје је бело од ситних полеглих длака. Дводома биљка. Мушки и женски цветови су у цвастима, ресама. Мушки цветови су са по два прашника; при основи са две нектарије. У женском цвету су тучак, а касније плод скоро седећи. Плод је чаура са много ситног семена. Цвета од марта до јуна месеца.

## Станиште
Врба расте у долинама река, на плавним подручјима, ритовима и сл.

## Употреба
Кора врбе садржи деривате салицилне киселине. Кора младих грана врбе гули се у рано пролеће и суши брзо, на сунцу. Напитак припремљен краткотрајним кувањем коре врбе даје се више пута на дан код прехладе, грипа, реуматичних тегоба, главобоље. Снижава повишену телесну температуру, доводи до презнојавања и умањује осећај бола. Често се комбинује са цветом липе и зове. Споља се кора врбе употребљава код упала и инфекција коже. Гране се употребљавају за грубе плетарске радове.